# Кубок Югославии по футболу 1986/1987
Кубок маршала Тито 1986/1987 (сербохорв. Kup maršala Tita 1986/1987) — 39-й розыгрыш Кубка Югославии по футболу.

## Первый раунд
| #  | Хозяева                  | Результат        | Гости              |
| -- | ------------------------ | ---------------- | ------------------ |
| 1  | Белишче                  | 1:2              | Сутьеска           |
| 2  | Будучност Бановичи       | 0:0 (3:2 пен.)   | Динамо Загреб      |
| 3  | Црвена Застава Крагуевац | 1:1 (4:2 пен.)   | Сараево            |
| 4  | Карловац                 | 1:0              | Приштина           |
| 5  | Марибор                  | 3:0              | Вардар             |
| 6  | Неретва                  | 0:1              | Будучност Титоград |
| 7  | ОФК Кикинда              | 0:1              | Вележ              |
| 8  | ОФК Приедор              | 2:3              | Слобода Тузла      |
| 9  | Осиек                    | 7:0              | Победа Прилеп      |
| 10 | Раднички Крагуевац       | 3:2              | Партизан           |
| 11 | Црвена звезда            | 1:1 (11:10 пен.) | ОФК                |
| 12 | Риека                    | 2:0              | Велазними          |
| 13 | Спартак Суботица         | 1:1 (3:1 пен.)   | Динамо Винковци    |
| 14 | Текстилац Биело-Поле     | 0:7              | Хайдук Сплит       |
| 15 | Войводина                | 3:0              | Челик Зеница       |
| 16 | Железничар Сараево       | 2:2 (5:3 пен.)   | Раднички Ниш       |

## Второй раунд
| # | Команда 1          | Итог | Команда 2          | 1-й матч | 2-й матч |
| - | ------------------ | ---- | ------------------ | -------- | -------- |
| 1 | Будучност Титоград | 4:3  | Вележ              | 2:3      | 2:0      |
| 2 | Хайдук Сплит       | 5:3  | Будучност Бановичи | 4:1      | 1:2      |
| 3 | Марибор            | 1:5  | Железничар Сараево | 0:0      | 1:5      |
| 4 | Раднички Крагуевац | 4:1  | Карловац           | 3:0      | 1:1      |
| 5 | Црвена звезда      | 2:0  | Слобода Тузла      | 1:0      | 1:0      |
| 6 | Риека              | 6:1  | Црвена Застава     | 5:0      | 1:1      |
| 7 | Спартак Суботица   | 3:2  | Сутьеска           | 2:0      | 1:2      |
| 8 | Войводина          | 2:4  | Осиек              | 1:2      | 1:2      |

## 1/4 финала
| # | Команда 1          | Итог           | Команда 2          | 1-й матч | 2-й матч |
| - | ------------------ | -------------- | ------------------ | -------- | -------- |
| 1 | Будучност Титоград | 4:1            | Раднички Крагуевац | 4:0      | 0:1      |
| 2 | Хайдук Сплит       | 5:3            | Спартак Суботица   | 3:2      | 2:1      |
| 3 | Црвена звезда      | 4:0            | Осиек              | 1:0      | 3:0      |
| 4 | Железничар Сараево | 0:0 (2:4 пен.) | Риека              | 0:0      | 0:0      |

## 1/2 финала
| # | Команда 1    | Итог           | Команда 2          | 1-й матч | 2-й матч |
| - | ------------ | -------------- | ------------------ | -------- | -------- |
| 1 | Хайдук Сплит | 2:2 (5:4 пен.) | Црвена звезда      | 1:2      | 1:0      |
| 2 | Риека        | 3:2            | Будучност Титоград | 2:1      | 1:1      |

## Финал
| Хайдук Сплит                                                                                                | 1:1 (доп. вр.) | Риека |
| --- | -------------- | --- |
| Асанович 43′ (пен.)                                                                                         |                | Радманович 85′                                                                                                  |
| Пенальти |                | |
| Асанович · Челич · Андрияшевич · Типурич · Сетинов · Дражич · Бурсач · Деверич · Ярни · Адамович · Варводич | 9:8            | Младенович · Радманович · Валенчич · Янкович · Шкерянц · Средоевич · Равнич · Елавич · Котур · Рубчич · Палиска |